# UFC 138
UFC 138: Leben vs. Munoz（ユーエフシー・ワンサーティエイト：リーベン・バーサス・ムニョス）は、アメリカ合衆国の総合格闘技団体「UFC」の大会の一つ。2011年11月5日、イングランド・バーミンガムのLGアリーナで開催された。

## 大会概要
本大会ではクリス・リーベンとマーク・ムニョスによるミドル級ワンマッチが組まれた。
UCMMAウェルター級王者ジョン・マグワイア、キャリア8戦全勝のパピー・アビディ、8戦無敗のフィル・デ・フライズがUFCデビュー。

## ルール改正
本大会からノンタイトル戦であってもメインイベントは5ラウンド制に変更された。

## 試合結果

### プレリミナリーカード
第1試合 バンタム級ワンマッチ 5分3R
○  クリス・カリアソ vs.  ヴァウアン・リー ×
3R終了 判定2-1（28-29、29-28、29-28）
第2試合 ウェルター級ワンマッチ 5分3R
○  チェ・ミルズ vs.  クリス・コープ ×
1R 0:40 TKO（膝蹴り→パウンド）
第3試合 フェザー級ワンマッチ 5分3R
○  小見川道大 vs.  ジェイソン・ヤング ×
3R終了 判定3-0（29-28、29-28、29-28）
第4試合 ヘビー級ワンマッチ 5分3R
○  フィル・デ・フライズ vs.  ロブ・ブロートン ×
3R終了 判定3-0（29-28、29-28、29-28）
第5試合 ウェルター級ワンマッチ 5分3R
○  ジョン・マグワイア vs.  ジャスティン・エドワーズ ×
3R終了 判定3-0（30-27、30-27、30-27）

### メインカード
第6試合 ライトヘビー級ワンマッチ 5分3R
○  アンソニー・ペロシュ vs.  シリル・ディアバテ ×
2R 3:09 リアネイキドチョーク
第7試合 ライト級ワンマッチ 5分3R
○  テリー・エティム vs.  エドワード・ファーロロット ×
1R 0:17 ギロチンチョーク
第8試合 ウェルター級ワンマッチ 5分3R
○  チアゴ・アウベス vs.  パピー・アビディ ×
1R 3:32 リアネイキドチョーク
第9試合 バンタム級ワンマッチ 5分3R
○  ヘナン・バラオン vs.  ブラッド・ピケット ×
1R 4:09 リアネイキドチョーク
第10試合 ミドル級ワンマッチ 5分5R
○  マーク・ムニョス vs.  クリス・リーベン ×
2R終了時 TKO（コーナーストップ）

### 各賞
ファイト・オブ・ザ・ナイト： ヘナン・バラオン vs. ブラッド・ピケット
ノックアウト・オブ・ザ・ナイト： チェ・ミルズ
サブミッション・オブ・ザ・ナイト： テリー・エティム
各選手にはボーナスとして70,000ドルが支給された。